# 爱沙尼亚自治省
爱沙尼亚自治省是俄罗斯共和国下的一個自治省，於1917年俄国革命後成立。後經1918年至1920年的愛沙尼亞獨立戰爭取得獨立為愛沙尼亞共和國。